# دعم الخضروات أو شباك البستنة

## تاريخياً

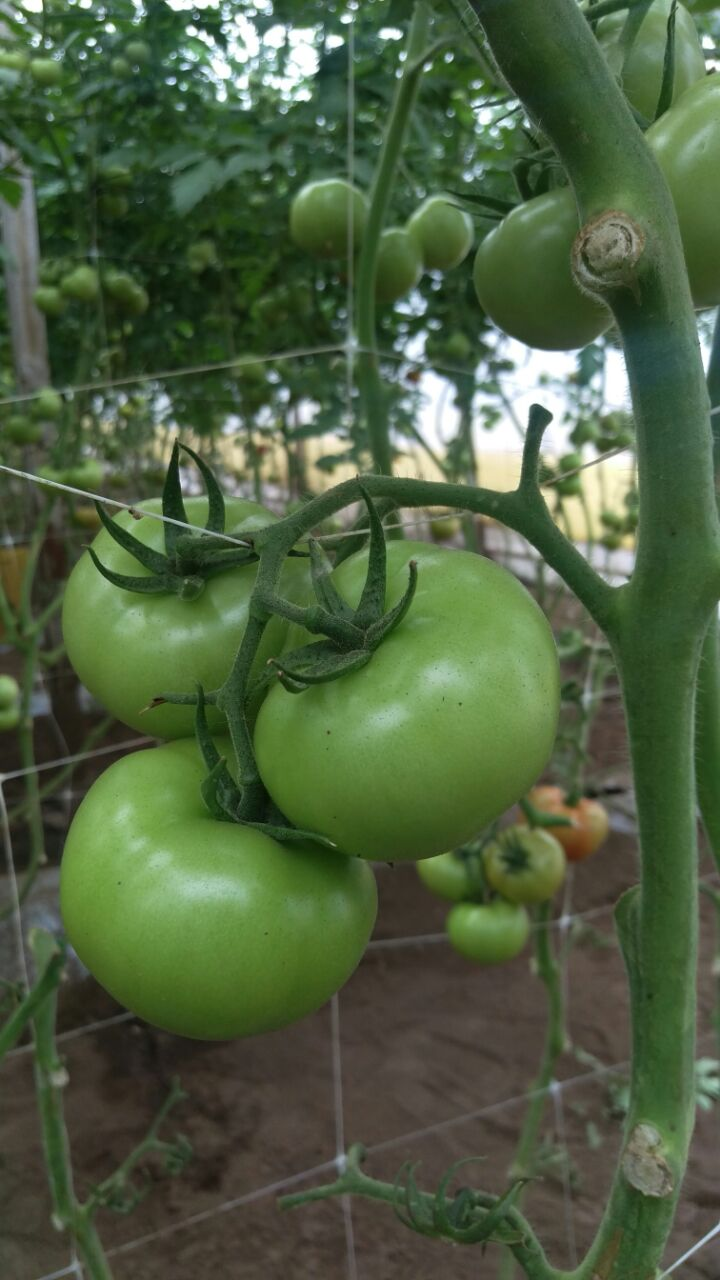
عندما نستخدم شبكة تعريش، تميل الساق الحاملة لثمرة النبات على الشبكة، مانعةً وزن الثمرة من خنقها كما يحدث أحياناً مع نظام الربط

منذ ستينات القرن العشرين في أوروبا، بدأ استخدام شبكات صلبة جديدة ومنتجات شبكية مصنوعة من مادة البولي بروبيلين، كانت أشهر المصانع موجودة في إنجلترا وإيطاليا، حيث الماكينات والمعدات وتقنيات العزل الأكثر تطوراً في هذين البلدين، وبمرور الوقت وجدت هذه التقنية طريقها إلى أماكن أخرى من العالم، والآن أصبح شيئًا سهلًا العثور على مصنعي هذه المنتجات في جميع أرجاء العالم.

## مراحل التصنيع
بمجرد أن يكون المنتج النصف مُصنّع جاهز، (يُضاف في هذه المرحلة الألوان ومثبتات الأشعة الفوق بنفسجية إلى خليط البولي بروبيلين)، يُمرر المنتج على مرحلة المط، حيث يكتسب المنتج القوة والخصائص الفيزيائية أثناء صف جزيئات البوليمر. يتم توجيه الشبكة في البداية بشكل طولي في ماء ساخن ثم بشكل عرضي في متشعب. تصبح المحصلة النهائية شبكة بها قابلية عالية للمط (بين 50 و 70 كيلو جرام لكل متر) والتي تزن ما بين ستة وتسعة جرامات لكل متر مُربع، وقد يصل حجم الشبكة إلى 30×30 سم تبعًا للطاقة الاستيعابية التقنية للمُصنِع.

## الأحجام المتاحة
تُستخدم الشبكات الصغيرة الحجم (بين 10 – 18 سم) للتربية الأفقية للزهور، خاصةً القرنفل، الأقحوان وأنف العجل. بسبب تفضيل زارعي الأزهار للفتحات الداعمة للأزهار بشكل عمودي حيث تمنعها من الميل أو الانحناء حتى لا تفقد قيمتها التجارية.
بينما تُفضل الشبكات الأكبر حجماً لدعم الخضروات. خاصةً الخضروات القرعية، الباذنجانية والبقول.
يعتبر سبب تفضيل البستانيون للشبكات ذات الأحجام الكبيرة (التي تحفز أنظمة خيوط الدعم المنسوجة يدويًا) أنه يمكن للفرد أن يقوم بحفر الأخاديد على جانبي ممر المشي بدون إلحاق الضرر بالمحصول أو النبات أثناء الحصاد أو القيام بأعمال التهذيب. 

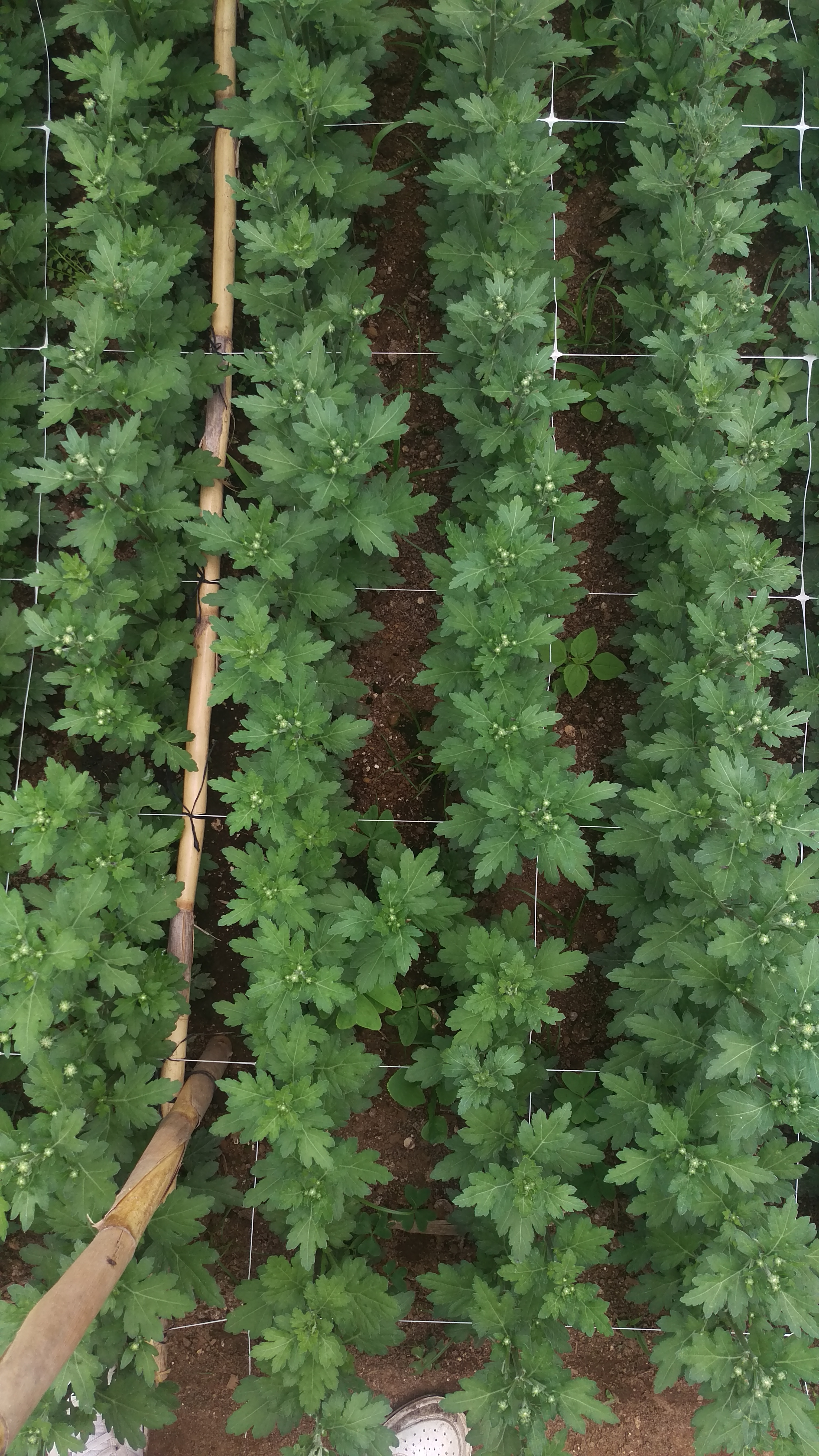
عندما تُستخدم الشبكات في تربية الأزهار، يمكن للفرد تثبيت العديد من الطبقات الأفقية من الشبكات أو يقوم بتحريك الطبقة الأولى للأعلى أثناء نمو النبات.

## زراعة الأزهار
يتم تثبيت الشبكات الداعمة للأزهار على طبقات عديدة فوق حوض زرع الأزهار. يتم تثبيت رابط للشبكة ونظام دعم عند أطراف الأخدود حيث يمكن مط الشبكة بإحكام على الأزهار النامية. بين أطراف حوض الأزهار، يكون تثبيت دعم متوسط هامًا لضمان وجود فتحات الشبكات من الطبقات المختلفة فوق بعضها بشكل متناسق مما يسمح للزهور بالنمو بشكل مستقيم.

## البستنة
تكون أغلب شبكات دعم النبات في البستنة رأسية، على الرغم من وجود بعض الفوائد الضخمة للإستخدام الأفقي أيضاً. عندما تُستخدم بشكل رأسي لدعم تعريشات الخضروات، يتم ربط الشبكة إلى خط من الأعمدة أو الدعامات (معدن – خيزران – خشب) يبعد بمسافة تقدر من 1.5 إلى 8 أمتار (ويعتمد هذا على نوع المحصول، نوع التربة، المناخ، إلخ) حيث يكون عند نهاية الأخدود أعمدة أكبر وأقوى ويُفضل أن يكون لديها وتر شد أو حبل ملفوف على القمة يكون مربوطًا من جانبي الأخدود ومشدود بين الأعمدة.
يمكن للفرد تثبيت شبكات تعريشات بمجرد تثبيت الأعمدة (في حالات كثير عندما يقرر الزارع إضافة المزيد من الدعم يقوم بتثبيت وتر شد أعلى الأقطاب)، تحتاج مهمة مد الشبكة بين عمودين وربطها لكلا العمودين إلى عاملين لكل هكتار لكل يوم. يُنصح بتثبيت الشبكة قبل نقل النبات من الحضانات أو بعد أيام قليلة من وضع البذرة في التربة حيث لا يتضرر النبات أثناء تثبيت شبكة الدعم.
يمكن للفرد استخدام شبكات بارتفاعات مختلفة بُناءًا على نوع المحصول والنبات الذي سيتم تعريشه (تتباين الارتفاعات ما بين 50 سم إلى أكثر من 3 أمتار للاستخدام في الصوبات الزراعية أو بيوت الظل). عند اختيار ارتفاع شبكة تعريش الخضروات يجب على الفرد أن يتذكر أنه يجب تثبيت الشبكة بارتفاع 30-40 سم عن سطح التربة. بحيث توفّر شبكة بارتفاع متر ونصف المتر تعريش أو تعضيد لارتفاع بين 1.80 و 1.90 مترًا ( يجب أن يكون طول العامود بين 2.2 و 2.5 متر)، وسيكون هذا قياس نظام الدعم المثالي لأغلب الخيار المزروع في حقول مفتوحة متنوعة. يعتبر الحجم المثالي لشبكة مربعة تقريبًا 25×25 سم.

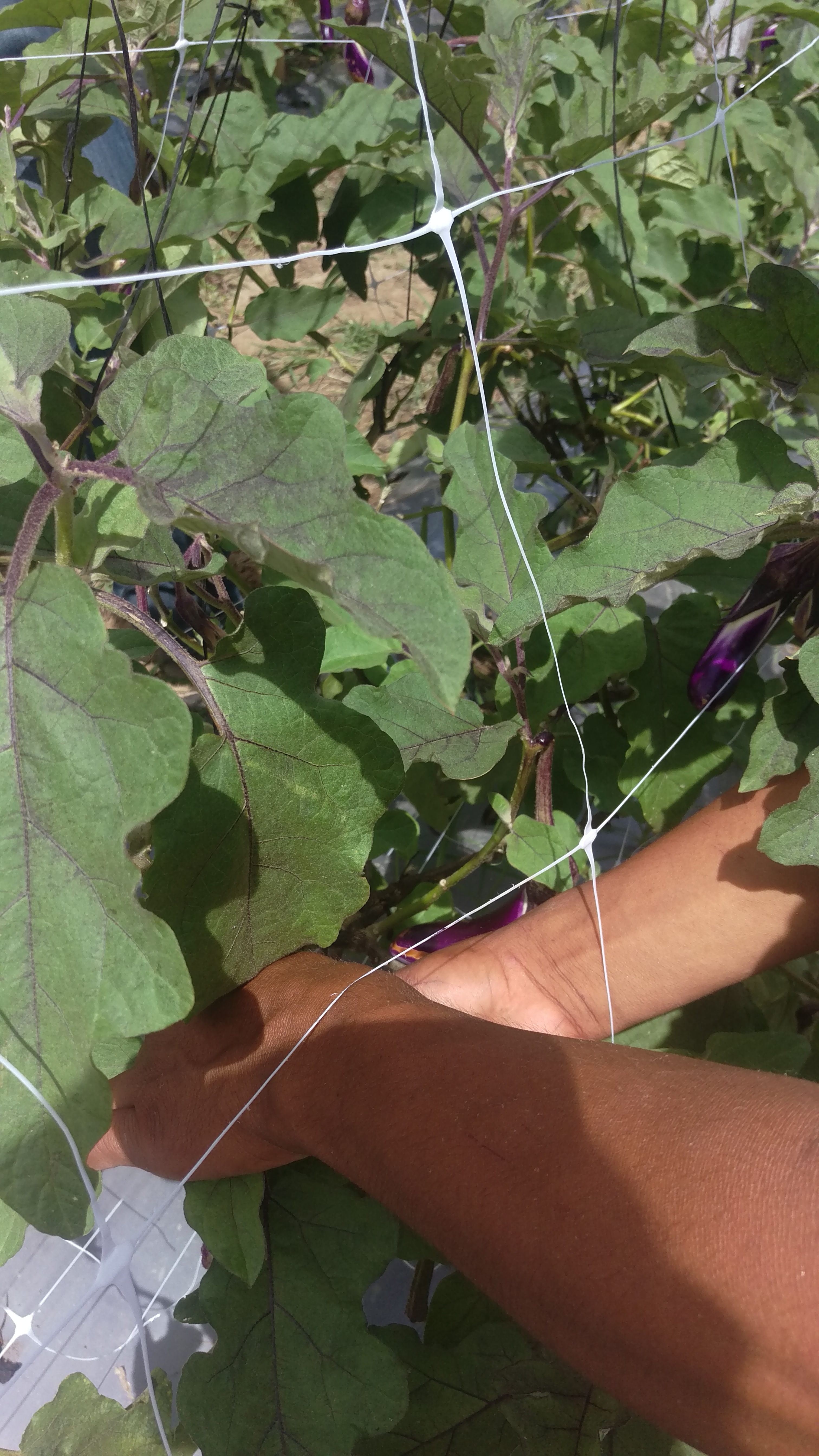
يكون التقليم والحصاد أسهل عند استخدام شبكة 25×25 ("10×10")، حيث يمكن ليد العامل الوصول بسهولة للنبات بدون الحاق الضرر بالنبات أو بالثمار.

قد يتم ربط الشبكة داخل الصوبة الزراعية بهيكل في الهواء وتترك معلقة للأسفل إلى الأخدود، ينجح هذا النوع من التثبيت مع شبكة ترتفع ثلاثة أمتار، وتعتبر شبكة بهذا الحجم مثالية للعديد من الأنواع الهجينة. يستحق الذكر أيضًا أن الشبكة الكبيرة الحجم (ذات حجم 25×25 سم على سبيل المثال) يتم تثبيتها أفقيًا على الطماطم أو الفلفل في الحقول المفتوحة، باستخدام نظام دعم مثل المستخدم للزهور. في مثل هذا النظام، ينمو النبات بين الفتحات وستنحني الأفرع الحاملة للثمرات تلقائيًا بشكل كاملعلى الشبكة، لاغيةً الحاجة لعامل إضافي في عمليات الربط.

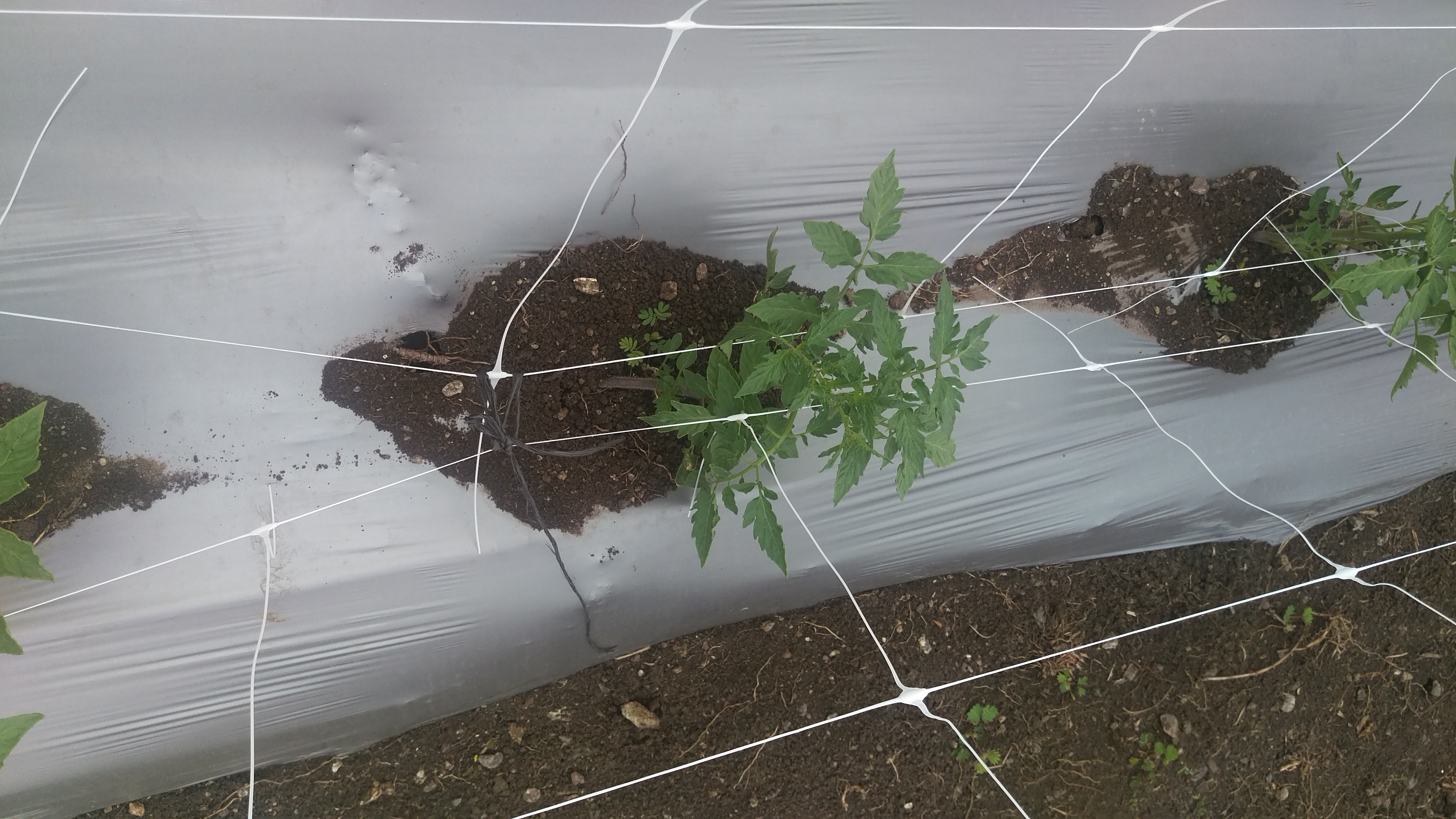
تفاصيل كيفية ربط الشبكة (في نظام الحائطين) بقرب قدم الطماطم حين لا يزال صغيرًا. يسمح هذا النظام بالتقليل من العمل المطلوب حيث ينمو النبات للأعلى بالانحناء على الشبكة بدون الحاجة للتوجيه اليدوي.

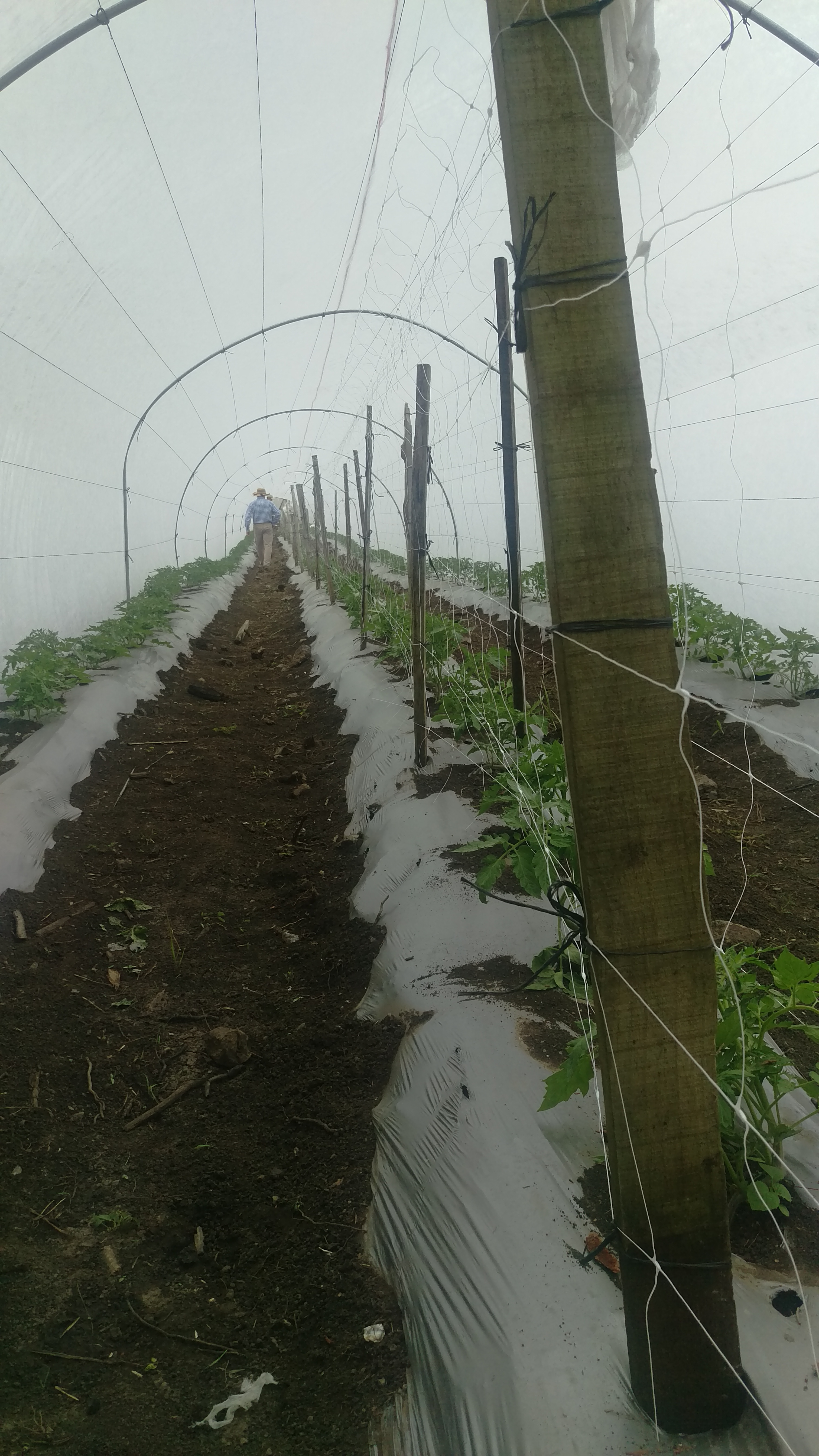
يُنصح بتثبيت حائطين لشبكات التعريش في حالات الطماطم، الفلفل، الفلفل الحار أو الباذنجان وهذا بسبب احتياج أفرع الفصائل الباذنجانية إلى مكان ما لتنحني عليه لتنمو بشكل كامل وتستمر في إنتاج الثمار.

## ظروف الصحة النباتية
يسبب التغير المناخي العديد من المخاطر الكبيرة في مجال الزراعة. تجبر الأمطار القوية التي تهطل في غير مواسمها على استخدام التعريش الأفقي للعديد من الزراعات السطحية التقليدية مثل المستخدمة في زراعة الخيار والقرع من أجل تحسين التهوية وتعرض الأوراق للشمس من أجل تقليص معدل هجمات الفطريات التي تنتج عن الرطوبة الموجودة بين المادة الصلبة والنظام الورقي، ومنع أي احتكاك مباشر بين المادة الصلبة والثمار بسبب تكوين بقع على الخضروات نتيجة الاحتكاك وهذا يقلل من القيمة السوقية للخضروات.
يجب أخد جانب مهم آخر في الاعتبار عند اتخاذ القرار بنوعية دعم النبات للخضروات وهو معدل انتقال الفيروسات ( كمثال، فيروس تبرقش) عن طريق أيدي العمال، مهما كانت الاجراءات الاحترازية التي يتخذها الزارع للحفاظ على الجودة العالية لصحة النبت في الحقل (تغيير الملاب، غسيل اليدين في اللبن أو وضع الحذاء في مطهر) قد يفقد السيطرة على الفيروس إذا استعمل عامل واحد سيجارة أو لامس نباتًا مصابًا ليبدأ انتشار العدوى ى في الحقل بالكامل وكأنه أرقيات. لهذا السبب، بعكس نظام تربية الالتواء حيث العديد من العمل مطلوب لربط النبات با اليد في العديد من مراحل النمو، استخدام نظام الشبك قلل بشكل كبير الاحتياج لعامل للمشي على الأخاديد ومعاملة النباتات، لذا تقليل احتمالية انتشار المرض.
تبحث النباتات القرعية بشكل طبيعي عن أقرب نقطة دعم، ويوفر نظام الشبك العديد من نقاط الدعم لاحتياج النبات للتعريش بفضل الشكل المربع للفتحات. في حالة الباذنجانيات أيضًا (تحديدًا الطماطم أو الفلفل) يمكن للفرد أن يحقق انخفاض كبير في الاحتياج للعمل باليد بتثبيت الشبكة على جانبي النبات، بحيث يسمح للأفرع الجديدة بالانحناء على الفتحات بدون الحاجة لصرف الأموال على العمل المطلوب في حالة الحاجة لربط النبات بالهيكل.

## نصائح التربية الرأسية
في كل مرة يتم التعامل مع النبات، تقليمه أو ربطه إلى نظام الدعم سيسبب هذا بعض الضغط لبضع أيام، في خلال هذه الفترة لإعادة التأقلم، بدلًا من تغذية ثماره بكفاءة كاملة سيلجأ النبات إلى إرسال المواد المغذية للأوراق حيث تتمكن من تصحيح وضعها بشكل سليم ( هناك نماذج رياضية تثبث كفاءة الأوراق الطبيعية في التحاذي نحو الشمس). في خلال أعمال التقليم والتوجيه اليدوي للنبات، نزيد من فرص العدوى وخصوصًا الفيروس، بسبب معاملة العمال بدون علم أنهم قد ينقلون المرض بشكل يدوي من نبات إلى آخر مثل أي حشرة ضارة.
عند زراعة نباتات كثيفة، مثل الباذنجان أو الطماطم، يقرر العديد من الزارعين اللجوء إلى توجيه/تربية النبات على حائطين من الشبك، واحدة على كل جانب من الأخدود، بحيث يجهزون نظام نمو يدعم الأفرع بدون الحاجة إلى توجيه يدوي. باستخدام هذا النظام، الوتر الأسفل من الفتحة السفى القرب للتربة على جانب النبات يكون مربوطًا بشكل لطيف (تاركًا مسافة 4-10 سم، 2-4 إنش بين الشبكتين) بالوتر الأسفل على الجانب الآخر (نقوم بهذا العمل عندما يكون ارتفاع النبات 40 سم، 16 إنش). وتكبر المسافة بين الحائطين باستمرار نمو النبات (30-60 سم) حيث يكون الفرع الأعلى مدعوم بأقرب فتحة ويمكنه هذا من الوصول لأقصى طاقة إنباتية.
يظهر النبات قوته الإنباتية بالكامل عن طريق السماح له بالنمو في 360 درجة، سيسمح لأي تبخير أن يصل بعيدًا للخضروات والأوراق في داخل كم النبات المتشابك، حيث تتمكن المادة الكيميائة من مهاجمة الأمراض المُستهدفة بشكل فعّال ويقلل بهذا نسبة إعادة الإصابة بالأمراض واستخدام المبيدات الكيميائية مرة أخرى.

## للاستعمال المتكرر
تكون شبكة التعريش مصنوعة في أغلب الوقت من مادة البولي بروبيلين القابة لاعادة الاستخدام، وستدوم للعديد من الدورات الإنتاجية. تعتبر التقنية المثالية لتحقيق أقصى ربح من الاستثمار في التطبيقات الزراعية من الدورة الأولى، وحتى جدولة المصاريف على عدد من المحاصيل (تغطية التربة، الري، الأعمدة، الأسلاك، المرشحات، الشبك)، هي التبادل بين دورة من الباذنجانيات أو القرعيات مع واحدة من البقول أو بعض النباتات الأخرى المثبتة للنيتروجين. مع اعتبار أن خلال الدورة السابقة كان هناك إدارة جيدة للصحة النباتية، ولا يوجد مستعمرات من الآفات بجوار المحصول، يمكن للفرد أن يبدأ مباشرةً – بعد جني الثمار الأخيرة- بقطع النبات القديم الموجود على شبكة التعريش، ولحين جفاف النبات القديم يمكن للفرد أن يبدأ في وضع بذور النبات التالي (أو ينتظر لبضعة أيام ويقوم بنقل النبات مباشرةً من الحضانة بمجرد التخلص من النبات القديم). يمكن إزالة النبات القديم في خلال بضعة أيام ويُعاد دمجه مع التربة.

## كيفية التعرف على شبكة تعريش جيدة

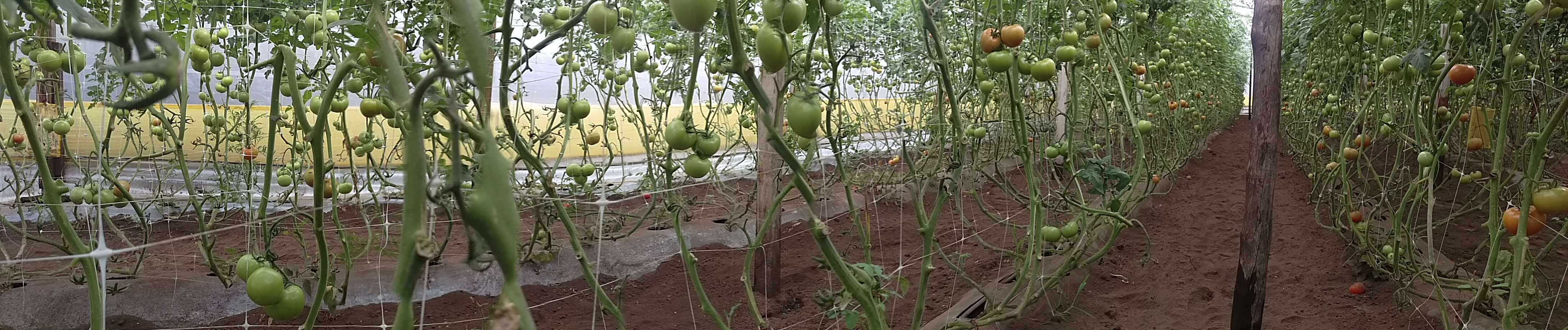
في حالة التأكد من متنوعات مُهجنة غير محددة من الخيار، الطماطم، الفلفل أو القرع، تستخدم شبكة البستنة عن طريق إما الربط بين الفسائل قطريًا، أو علويًا أو باستخدام مشابك ربط.

يخسر البولي بروبيلين القدرة على الشد والخواص الفيزيائية بمجرد إعادة التصنيع أو بعد التعرض لآشعة الشمس لفترة طويلة. يمكن التعرف على البولي بروبيلين الجديد والشبك عالي الجودة من خلال اللمعة والصقل، بينما الشبكة المنبثقة المحتوية على بولي بروبيلين معاد تصنيعه ستكون عاتمة ولن تعكس الضوء بشكل كبير. وبالأخذ في الاعتبار، أن الشبكة يجب أن تدعم وزن النبات، وتكون مضادة للعوامل الطبيعية مثل الرياح والأمطار، يُنصح بالتأكد من المنتج قبل تثبيت شبكة قد تؤدي إلى سقوط المحصول بالكامل على الأرض. يجب مراعاة عامل آخر وهو لون الشبكة. ينصح باستخدام الأبيض لأنه تسهل رؤيته طوال الوقت وبالتالي يمنع القطع بالخطأ أثناء التقليم أو الحصاد، ولا يمكن قول المثل على الشبكات السوداء أو الخضراء والتي قد تختفي بين الأوراق، الأفرع والثمرات.

## المميزات
ينتج عن استخدام التعريشات في البستنة زيادة كثافة النبات حيث ينجح كل نبات في إيجاد مساحة للتمدد الرأسي على الشبكة. وكلما ينمو النبات بشكل رأسي، بجانب المميزات المذكورة سابقًا من زيادة التهوية والتعرض للشمس، تكون زهور وثمار النبات محمية من التهشيم عن طريق الخطأ أثناء مرور عامل في الأخدود. يرتفع معدل تلقيح الأزهار حيث تكون الأزهار أكثر عرضة للحشرات حيث أن الأوراق لا تنمو فوق الأزهار لتتجنب تغطيتها بالكامل. يمكن للفرد عن طريق الاعتناء بالنبات من التهشيم بالخطأ ينجح الفرد في إطالة عمر النبات وزيادة عدد المحصول خلال فترة أطول.

## الإختلافات المكانية لمصطلح «شباك البستنة»
شبك دعم المحصول شبك الطماطم شبك الخيار شبك التعريش شبك التعريشات شبك دعم الأزهار شبك توجيه النبات شبك الدعم.

## فهرس
ERGONOMIA EN LAS OPERACIONES DE ENTUTORADO DE CULTIVOS EN INVERNADERO (ردمك 9788499837192)
Poda y entutorado del tomate, Zoilo Serrano, Hojas Divulgadoras, Ministerio de Agricultura

## معرض صور

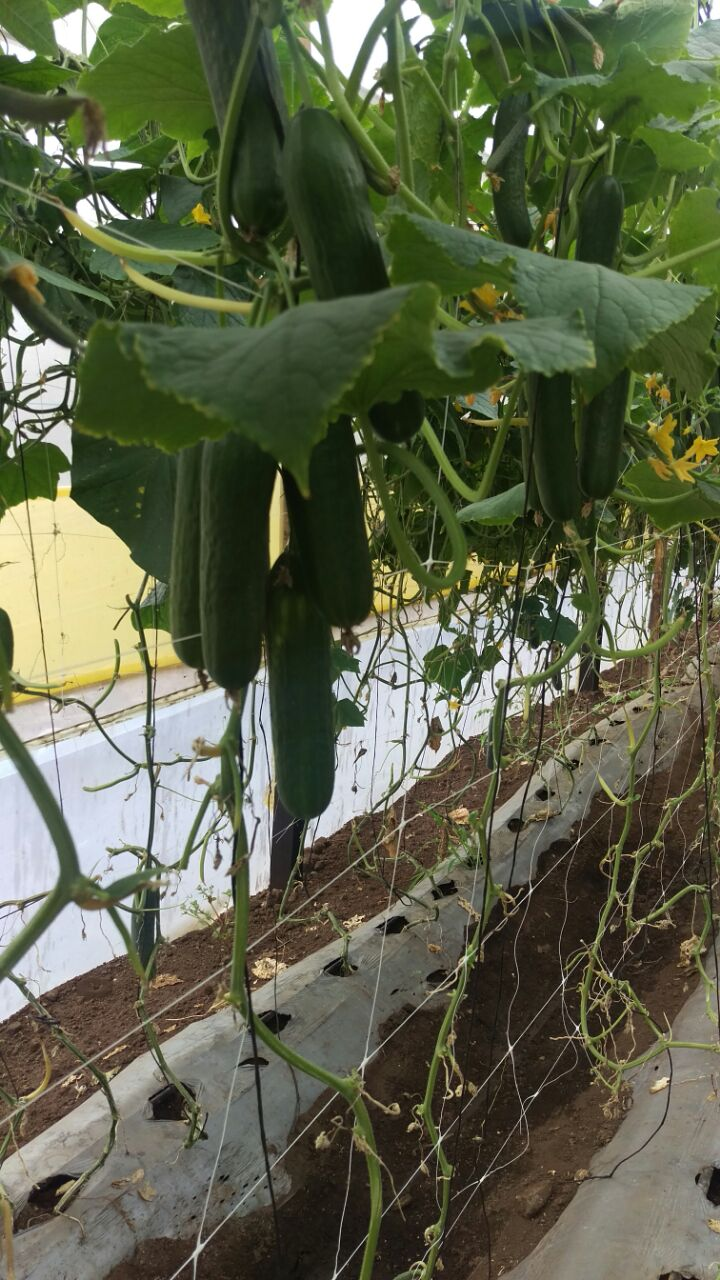
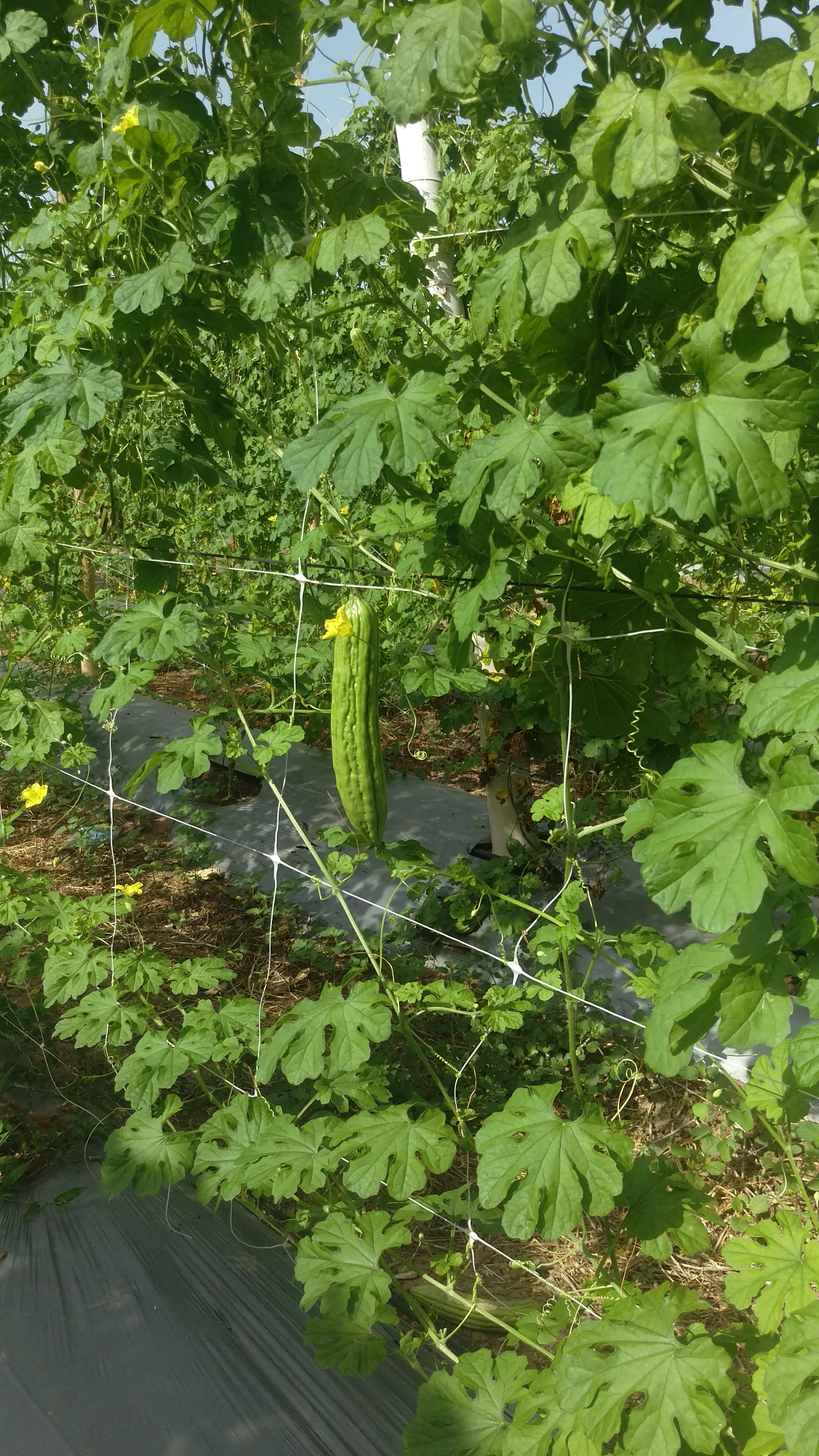
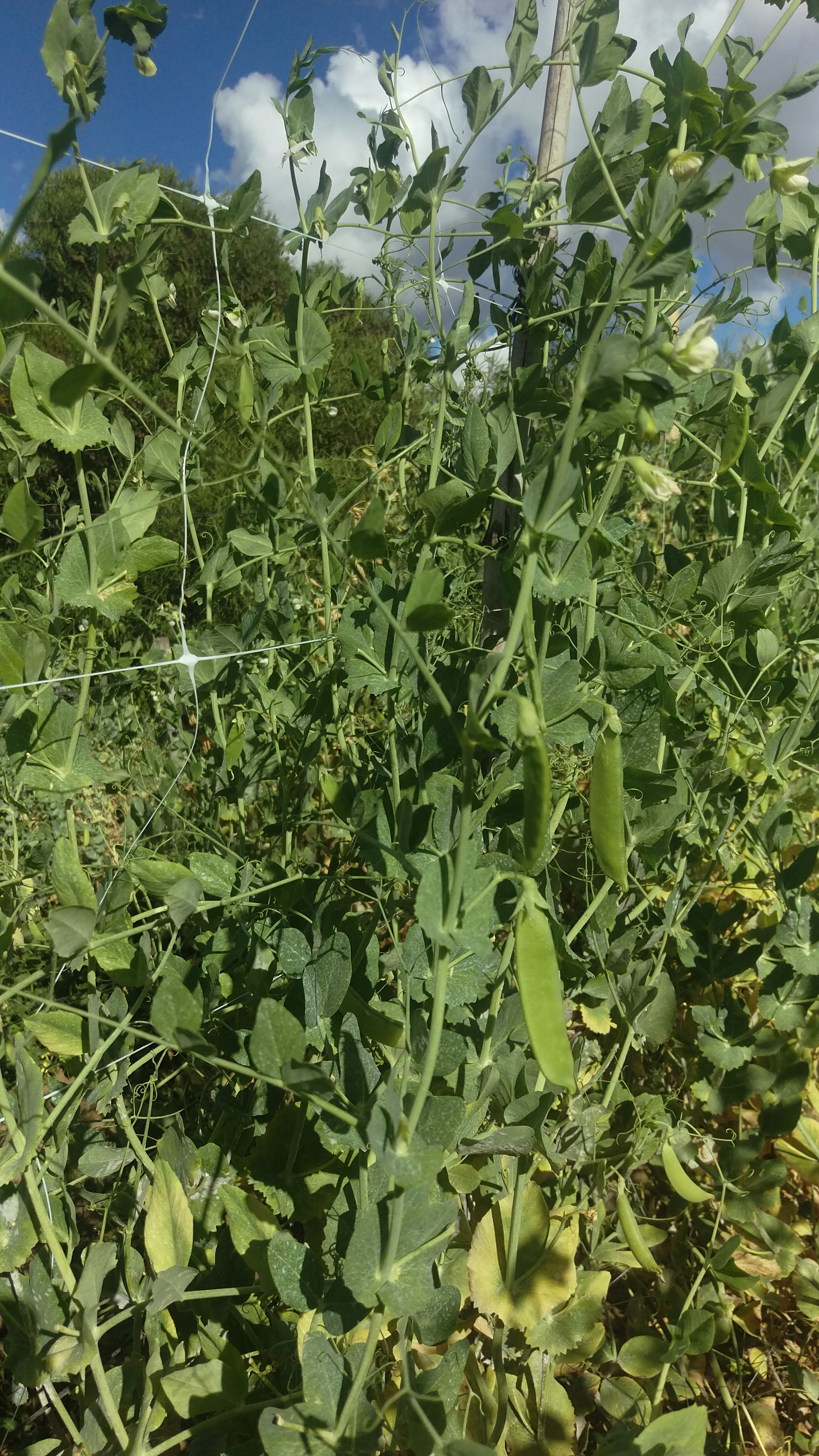